# المكتب الفيدرالي للتحقيق في حوادث الطائرات
المكتب الفيدرالي للتحقيق في حوادث الطائرات ((بالألمانية: Bundesstelle für Flugunfalluntersuchung)‏‏، BFU) هي وكالة اتحادية ألمانية مسؤولة عن التحقيق في الحوادث الجوية.

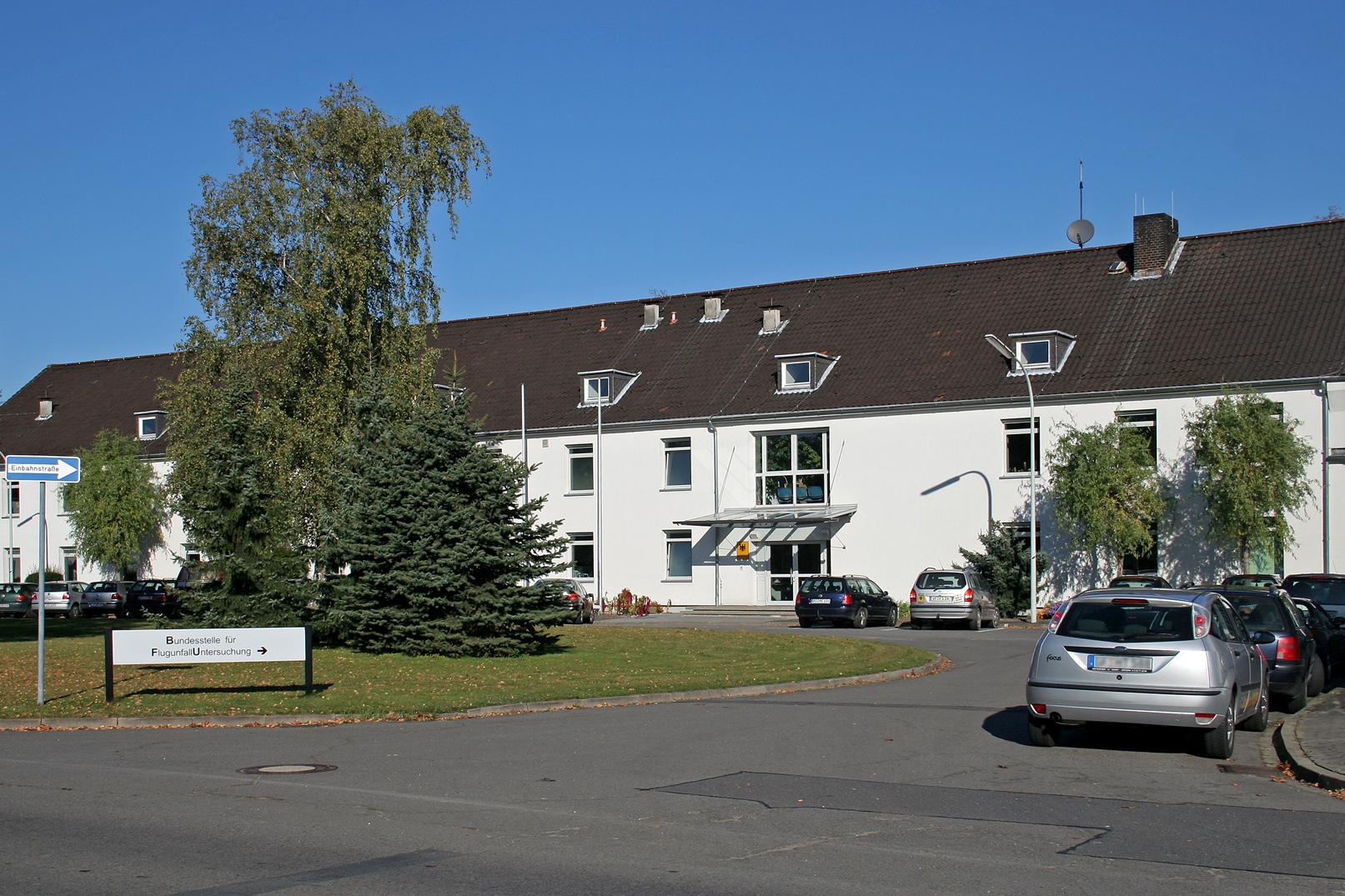
مبنى المكتب الفيدرالي. مطار براونشفايغ

الغرض من المكتب الفيدرالي هو معرفة أسباب الحوادث الجوية وكيفية الوقاية منها. ويقع مبنى المنشأة في براونشفايغ في سكسونيا السفلى. ويخضع المكتب لوزارة النقل الاتحادية.
انضمت ألمانيا الغربية إلى اتفاقية الطيران المدني الدولي ومن ضمنها (ملحق 13) لسنة 1956 والتي تتضمن المعايير والممارسات الموصى بها في التحقيق بحوادث الطائرات. خضع في البداية إلى لوفتفارت-بوندزامت (مكتب الطيران الفيدرالية) المجاورة، ثم خضع المكتب الفيدرالي للتحقيق في حوادث الطائرات للسلطة المباشرة لوزارة النقل الاتحادية سنة 1980 حسب توصية منظمة الطيران المدني الدولي. ثم تأسس المكتب الفيدرالي للتحقيق في حوادث الطائرات رسميا وكالة فيدرالية من المستوى الأعلى سنة 1998.